# 1953 في إيران
فيما يلي قوائم الأحداث التي وقعت خلال عام 1953 في إيران.

## سياسة

### تعيين في المنصب
- 19 أغسطس – فضل الله زاهدي رئيس وزراء إيران.

### انتهاء فترة المنصب
- 19 أغسطس – محمد مصدق عضو مجلس الشورى الإسلامي، رئيس وزراء إيران.

## مواليد

### يناير
- 1 يناير – غلام علي رشيد
- 1 يناير – نظام الدين فقيه
- 27 يناير – رسول كربكندي لاعب كرة قدم إيراني.

### مارس
- 15 مارس – بيجن نامدار زنكنه سياسي إيراني.
- 23 مارس – علي شجاعي لاعب كرة قدم إيراني.

### مايو
- 12 مايو – منوشهر متكي سياسي إيراني.
- 21 مايو – أكبر ميثاقيان لاعب كرة قدم إيراني.

### يونيو
- 1 يونيو – أحمد كشوري طيار إيراني.
- 3 يونيو – حميد مجد تيموري لاعب كرة قدم إيراني.

### سبتمبر
- 29 سبتمبر – محمد حسين صفار سياسي إيراني.

### ديسمبر
- 4 ديسمبر – مريم رجوي سياسية إيرانية.

## وفيات

### يناير
- 1 يناير – عبد الحسين آيتي (مواليد 1871) شاعر إيراني.

### فبراير
- 26 فبراير – عبد الحسين الرشتي (مواليد 1875) عالم مسلم إيراني.